# Умарас, Миндаугас Ионович
Минда́угас Ио́нович Ума́рас (лит. Mindaugas Ionovich Umaras; 1 июля 1968, Каунас) — советский и литовский велогонщик, чемпион Олимпийских игр. Младший брат Гинтаутаса Умараса.

## Карьера
На Олимпиаде в Сеуле Миндаугас выиграл золотую медаль в  командной гонке преследования. Он участвовал только в предварительном заезде, однако получил медаль наравне с участниками финала Вячеславом Екимовым, Артурасом Каспутисом, Дмитрием Нелюбиным и Гинтаутасом Умарасом. На Играх 1996 года в составе сборной Литвы в командной гонке преследования Умарас занял 11-е место.